# Saint-André-les-Vergers
Saint-André-les-Vergers és una comuna francesa, ubicada al departament de l'Aube, i a la regió del Gran Est.
El 2007 tenia 11.351 habitants.